# Рослинна асоціація
Асоціація рослинна — основна класифікаційна одиниця рослинних угруповань (фітоценозів), які вивчає геоботаніка.
Асоціація рослинна характеризується однорідним флористичним складом, наявністю провідних (домінантних) видів, певним кількісним співвідношенням між окремими видами, а також ярусністю, послідовністю фенологічного розвитку рослин протягом вегетаційного періоду та продуктивністю рослинної маси. Кожна А. р. тісно пов'язана з умовами середовища — кліматом, ґрунтом тощо. В А. р. існують певні біологічні взаємозв'язки між видами, що до неї ввіходять, а також між ними і середовищем. Назви А. р. дають за назвами провідних видів, яких може бути один або кілька.
Приклади: шавлієво-кострицево-ковилова — в степах, сосняк лишайниковий — в лісах.